# Sant Feliu de Tírvia
Sant Feliu de Tírvia és l'església parroquial d'origen romànic de la vila de Tírvia, en el terme municipal del mateix nom, a la comarca del Pallars Sobirà. L'església és al mateix nucli de Tírvia, en el seu costat de ponent.

## Descripció
Església de planta rectangular orientada a l'oest i portal de mig punt amb arcuacions en degradació. Per damunt d'aquest i sota el pinyó s'obre un òcul. A la dreta, entrant per la porta, s'aixeca el campanar, dividit externament, amb frisos d'arcuacions cegues, per quatre pisos en els quals s'obren estretes espitlleres així com finestres de mig punt geminades amb columneta central que suporta un capitell trapezoidal sobre la qual descansen els arcs. Un capitell remata el campanar. Construïda amb totxana i ciment recoberts i amb arrebossat, excepte els angles, les arcuacions i la porta de pedra vista.

## Història
Fou integralment restaurada el 1943 dins del programa de restauració de zonas devastadas per la Guerra Civil. L'església anterior, molt afectada per la guerra, s'esfondrà sobtadament el 1941 durant les obres de reconstrucció del poble. La nova s'aixeca en el lloc de l'antiga per "Regiones Devastadas", dins d'un estil neoromànic.